# Joëlle Farchy
Joëlle Farchy (XXe siècle) est professeure des universités et directrice scientifique française dans le domaine des sciences de l'information et de la communication ainsi qu'en sciences économiques.

## Biographie
Ancienne élève de l'École normale, Joëlle Farchy est titulaire d'un doctorat en Économie obtenu en 1990 à l'Université Paris 1. Sa thèse, intitulée « Le cinéma français sous influence : de la concurrence audiovisuelle à la différenciation des produits cinématographiques » a été dirigée par Bernard Gazier. 
Élue maître de conférences à l'Université Paris XI (Paris-Sud), elle est promue en 2006 au rang de professeure des universités à l'Université Paris 1, où elle dirige l'École de médias et du numérique de la Sorbonne. Depuis 2005 également, elle y est la directrice scientifique de l'Institut français de la communication. En janvier 2014, elle a été nommée, en tant que personnalité qualifiée, membre de la Commission nationale de l'informatique et des libertés (CNIL).

### Affiliations et responsabilités
- Membre du Centre d'économie de la Sorbonne (CÉS)[4]
- Membre du Conseil supérieur de la propriété littéraire et artistique (CSPLA)[5]

## Publications
(Nombreux articles, dont la liste est disponible sur le site de l'Université de Paris I)
- 2007 (en coll. avec Françoise Benhamou). Copyright et droit d'auteur. Paris: La découverte, coll. "Repères : culture, communication", 123 p.
- 2006 (en coll. avec Jean Tardif). Les enjeux de la mondialisation culturelle. Paris: Éditions Hors-commerce, 365 p.
- 2004. L'industrie du cinéma. Paris: PUF, coll. "Que sais-je?", 127 p.
- 2003. Internet et le droit d'auteur : la culture Napster. Paris : CNRS éd., coll. "CNRS Communication", 202 p.
- 1999. La fin de l'exception culturelle ? Paris : CNRS éd., coll. "CNRS Communication", 268 p..
- 1994 (en coll. avec Dominique Sagot-Duvauroux). Économie des politiques culturelles. Paris : Presses universitaires de France, 183 p.
- 1992, Le cinéma déchaîné. Mutation d'une industrie. Paris : Presses du CNRS, 351 p.

### Textes en ligne
- 2010 (en coll. avec Heritiana Ranaivoson). « The influence of funding by advertising on the diversity of Television channels A comparison between France, the United Kingdom and Turkey » Communication, 16th International Conference on Cultural Economics by the ACEI. Copenhague, 9-12 juin 2010.
- 2008 (en coll. avec Heritiana Ranaivoson). « La diversité culturelle dans le commerce mondial : assumer des arbitrages » Communication, colloque.
- 2006. «Droits d’auteur : la licence globale en gestation». Libération. Nº 6 janvier
- 2006 (en coll. avec Pascal Froissart). «Le paradoxe de l'économie et de la communication. Introduction». Hermès. Nº 44
- 2005. « Distribution des œuvres en ligne : quel avenir pour les logiciels d'échanges de pair à pair ? ». Chat du journal Le Monde
- 2004. « Le contournement du droit d'auteur dans l'univers numérique. Quelles solutions économiques? ». Questions de communication. Nº5, pp. 243-258
- 2004. « L'exception culturelle, combat d'arrière-garde ? ». Quaderni. Nº54 (« Cinéma français et État: un modèle en question »), pp. 67-79.
- 2004. «P2P and Piracy: Challenging the Cultural Industries' Financing System». Review of Economic Research on Copyright Issues, vol. 1, nº2, pp. 55-69
- 2004 (en coll. avec Heritiana Ranaivoson). « La diversité culturelle, soubassements économiques et volonté politique ». Hermès. Nº 40.
- 2002 (en coll. avec Fabrice Rochelandet). « Self-help systems: good substitutes for copyright or new barriers to competition?». Inaugural SERCI Annual Congress 3rd &4th of June 2002, Madrid.
- 2002 (en coll. avec Fabrice Rochelandet). « La remise en cause du droit d'auteur sur internet : de l'illusion technologique à l'émergence de barrières à l'entrée». Revue d'économie industrielle. Vol. 99, nº 99, pp. 49-64
- 2001 (en coll. avec Fabrice Rochelandet). «La copie privée numérique. Un danger pour la diffusion commerciale des œuvres culturelles ?». Réseaux, nº106
- 2001. «Le droit d’auteur est-il soluble dans l’economie numerique ?». Réseaux, nº110
- 2000 (en coll. avec Fabrice Rochelandet). «Protection des auteurs et diffusion des œuvres dans l'univers numérique. Le cas de l'industrie cinématographique française». Communications & stratégies, nº 39, p. 27 ss. English translation : «Protection of Authors and Dissemination of Works in the Digital Universe The Case of the French Film Industry». Communications & stratégies, nº 39, p. 37 ss.